# Городская обсерватория Эдинбурга
Городская обсерватория Эдинбурга (англ. City Observatory), также Колтон-Хиллская обсерватория — астрономическая обсерватория, основанная в 1776 году в Эдинбурге (Шотландия), на холме Колтон-Хилл.
Здания обсерватории окружены стеной, в юго-восточном углу которой находится памятник Джону Плейфэру, председателю Эдинбургского астрономического института. Старейшая часть обсерватории — Готическая башня в юго-западном углу, обращенная фасадом в сторону Принсес-стрит и Эдинбургского замка. Эта башня также известна под названиями «Старая обсерватория» (англ. Old Observatory), «Наблюдательный дом» (англ. Observatory House), и «Дом Джеймса Крейга» (англ. James Craig House), по имени спроектировавшего ее архитектора. Центральное строение комплекса, напоминающее древнегреческий храм, называют «Зданием Плейфэра» по имени его создателя — архитектора Уильяма Генри Плейфэра. Под куполом этой постройки расположен 15-сантиметровый (6-дюймовый) рефрактор, а в восточном крыле — 16-сантиметровый (6,4-дюймовый) меридианный телескоп. Самый большой из куполов комплекса — так называемый Городской купол (англ. City Dome) в северо-восточном углу. В начале XX века в нем располагался 56-сантиметровый (22-дюймовый) рефрактор.
В 2009 году обсерватория закрылась, а в 2018 году весь комплекс был реставрирован и дополнен новыми постройками. С 24 ноября 2018 года в зданиях Городской обсерватории действует центр современного искусства «Коллектив» (англ. Collective).

## История

### Обсерватория Томаса Шорта
Городская обсерватория Эдинбурга обязана своим появлением семье Шорт (Short) — основным производителям научного и оптического оборудования в Шотландии середины XVIII века. В 1776 году Томас Шорт привез в Эдинбург телескоп-рефлектор с фокусным расстоянием 3,7 м (12 футов), изготовленный его покойным братом Джеймсом Шортом (1710—1768). Он намеревался построить на Колтон-Хилл обсерваторию, открытую для публики и представляющее собой нечто среднее между аттракционом и выставочным залом. Между тем еще в 1736 году математик Колин Маклорен, профессор Эдинбургского университета, собрал средства на строительство университетской обсерватории, но из-за беспорядков Портьюса и Якобитского восстания 1745 года они так и остались неиспользованными. Эти средства предоставили Томасу Шорту (на условии свободного доступа в обсерваторию для студентов университета), а Городской совет Эдинбурга выделил для строительства участок земли на Колтон-Хилл.
Проект обсерватории разработал архитектор Джеймс Крейг, последователь Роберта Адама. По его замыслу, обсерватория должна была походить на крепость, обнесенную стеной с готическими башнями по четырем углам, но в итоге средств хватило лишь на одну башню. Томас Шорт поселился в этой башне и руководил обсерваторией до самой смерти. Здание самой обсерватории, уступавшее размерами тому, что планировалось изначально, располагалось на месте нынешнего центрального здания, построенного по проекту Уильяма Плейфэра. В 1788 году Томас Шорт скончался, не передав по наследству жене и дочерям ни само здание, ни его содержимое: условия аренды участка не допускали права наследования за родственниками женского пола. Здание было передано в аренду оптической мастерской, а около 1807 года опустело.
В 1827 году в Эдинбург приехала Мария-Тереза Шорт (предположительно, дочь Томаса Шорта). Под ее руководством на другом участке Колтон-Хилл действовала другая обсерватория, носившая скорее развлекательный, чем научный характер. В 1850 году здание этой обсерватории было снесено, и аттракцион Марии-Терезы переехал на Королевскую Милю, где на его основе впоследствии был создан музей «Камера-обскура и мир иллюзий».

### Королевская обсерватория
В 1812 году бывшая обсерватория Томаса Шорта была передана Эдинбургскому астрономическому институту, открывшему общедоступную обсерваторию в Готической башне. В 1818 году началось строительство главного здания обсерватории («Дома Плейфэра»), предназначенного для научных исследований. В 1822 году руководители проекта официально назвали обсерваторию Королевской, чтобы снискать благосклонность Георга IV. Средств и на сей раз оказалось недостаточно: для закупки инструментов и найма директора потребовалось государственное финансирование. Меридианным телескопом обсерватория была оборудована лишь в 1831 году. Линзу для него изготовил незадолго до смерти немецкий оптик Йозеф Фраунгофер; доработкой и установкой телескопа занялся Иоганн Георг Репсольд а завершил работы уже его сын.
В 1834 году директором обсерватории стал Томас Хендерсон. Указом короля Вильгельма IV ему были присвоены звания королевского астронома Шотландии и королевского профессора астрономии в университете Эдинбурга, которые с тех пор сопутствовали этой должности. Хендерсон работал в обсерватории на Колтон-Хилл до самой смерти (1844). В 1839 году он опубликовал результаты своих исследований по оценке расстояния до альфы Центавра (на основе наблюдений, сделанных еще в 1832—1833 годах в обсерватории Мыса Доброй Надежды). В 1846 пост Королевского астронома Шотландии занял Чарльз Пьяцци Смит, опубликовавший журнал наблюдений Хендерсона. В 1847 году Эдинбургский астрономический институт передал Королевскую обсерваторию городским властям, исчерпав средства на ее содержание.
По воспоминаниям шотландского журналиста Уильяма Джердана, обсерваторию на Колтон-Хилл посещал (скорее в развлекательных, чем в научных целях) натуралист Эдвард Форбс со своими товарищами по клубу «Красные львы» (обеденный клуб для младших членов Британской ассоциации содействия развитию науки, получивший имя по названию таверны, где состоялось его первое собрание).
Основной функцией Королевской обсерватории была служба времени. Наблюдения за транзитами звезд через меридиан использовались для поддержания точного хода часов, изготовленных для обсерватории Робертом Брайсоном и показывавших звездное время. Точное время играло важную роль в навигации, и моряки из порта Лит приносили на Колтон-Хилл хронометры для сверки. В 1853 году на башне памятника Нельсону по соседству с обсерваторией установили шар сигнала времени, видимый из порта. Это устройство было соединено кабелем с часами обсерватории и управлялось электрическими импульсами. В 1861 году к нему добавилась Часовая пушка Эдинбургского замка, также соединенная с обсерваторией электрическими проводами. В наши дни шар времени на памятнике Нельсона и Часовая пушка управляются вручную и превратились из высокоточных по меркам XIX века устройств в туристические достопримечательности.
Оборудование обсерватории не обновлялось из-за недостатка средств и к 1888 году, когда Пьяцци Смит ушел в отставку, по большей части устарело. Сыграл свою роль и тот факт, что место для обсерватории было выбрано без учета научных соображений: близость к городу с его ночным освещением вызывала проблемы. В 1892 году Патрик Геддес  выкупил здание, намереваясь переоборудовать его в смотровую башню, но этот план так и остался неосуществленным . В 1896 году Королевскую обсерваторию перенесли на новый участок, выделенный на другом эдинбургском холме — Блэкфорд-Хилл. Колтон-Хиллская обсерватория снова вернулась в собственность Городского совета Эдинбурга.

### Городская обсерватория

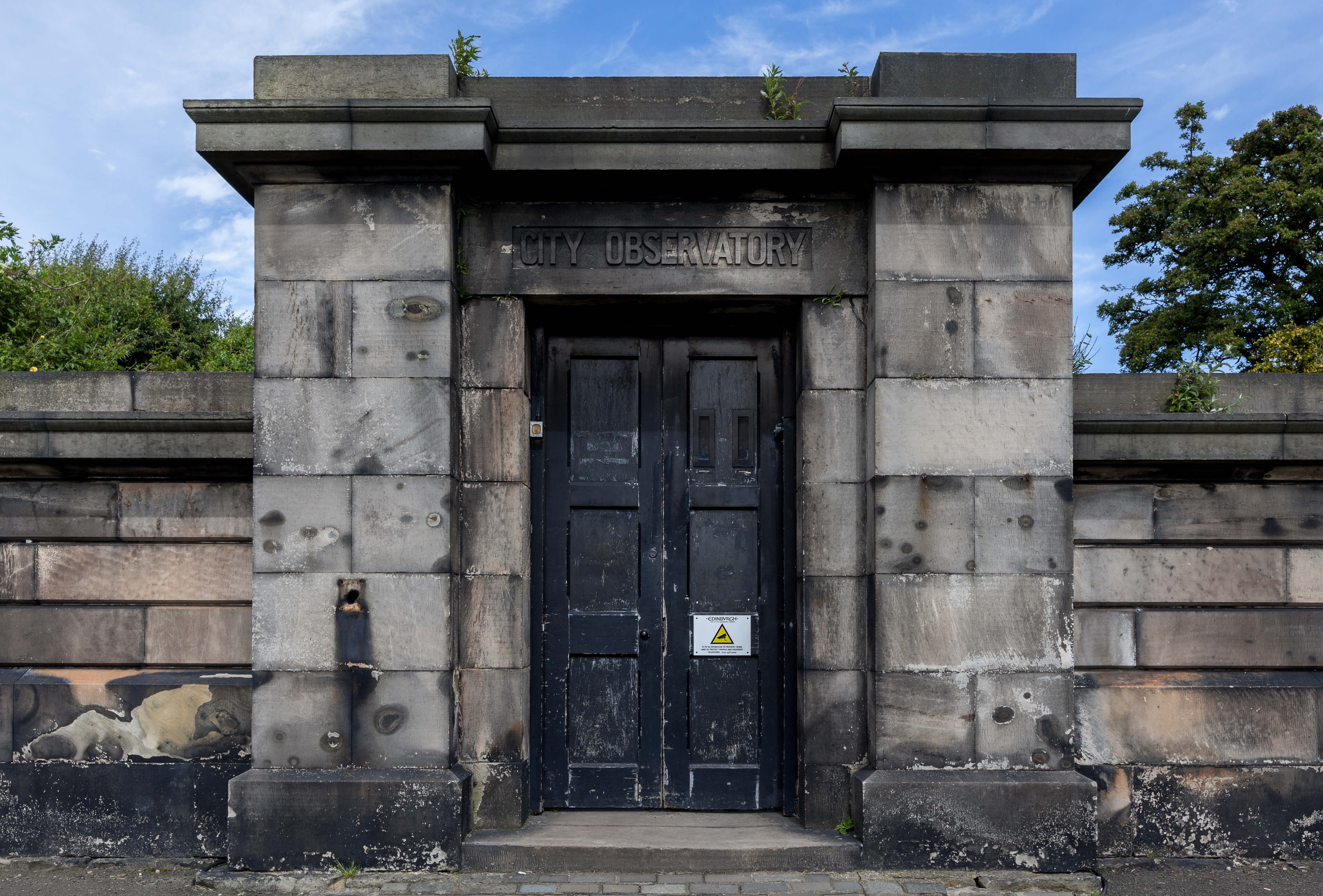
Вход в Городскую обсерваторию

После переноса Королевской обсерватории на Блэкфорд-Хилл в конце XIX века на Колтон-Хилл была создана новая Городская обсерватория. Под куполом Дома Плэйфера был установлен рефрактор с апертурой 15 см (6 дюймов), изготовленный компанией Кука и преподнесенный в дар Уильямом Макьюэном. Также были построены дополнительные купола для 33-сантиметрового (13-дюймового) рефлектора (дар Роберта Кокса) и 33-сантиметрового рефрактора, перемещенного из обсерватории в Дунехте (близ Абердина). От этих двух куполов на сегодняшний день сохранились только фрагменты. Для размещения 56-сантиметрового (22-дюймового) рефрактора был построен Городской купол (англ. City Dome). Но этот телескоп работал плохо и в 1926 году был демонтирован. Купол сохранился и впоследствии использовался как лекционный театр.
Городская обсерватория открылась в 1898 году; должность городского астронома получил Уильям Пек, ранее руководивший частной обсерваторией Роберта Кокса в Мюррейфилде. После смерти Пека в 1925 году Городскую обсерваторию возглавил его помощник, Джон Макдугал Филд (англ. John McDougal Field).
В 1924 было основано Астрономическое общество Эдинбурга, первым председателем которого стал Филд (звание почетного председателя получили Уильям Пек и Ральф Аллен Сэмпсон, королевский астроном Шотландии). Филд умер в 1937 году, а с 1938 года Городская обсерватория находилась под управлением Астрономического общества. В 2009 году здания обсерватории вышли из строя в результате вандализма и расхищения кровельных материалов.

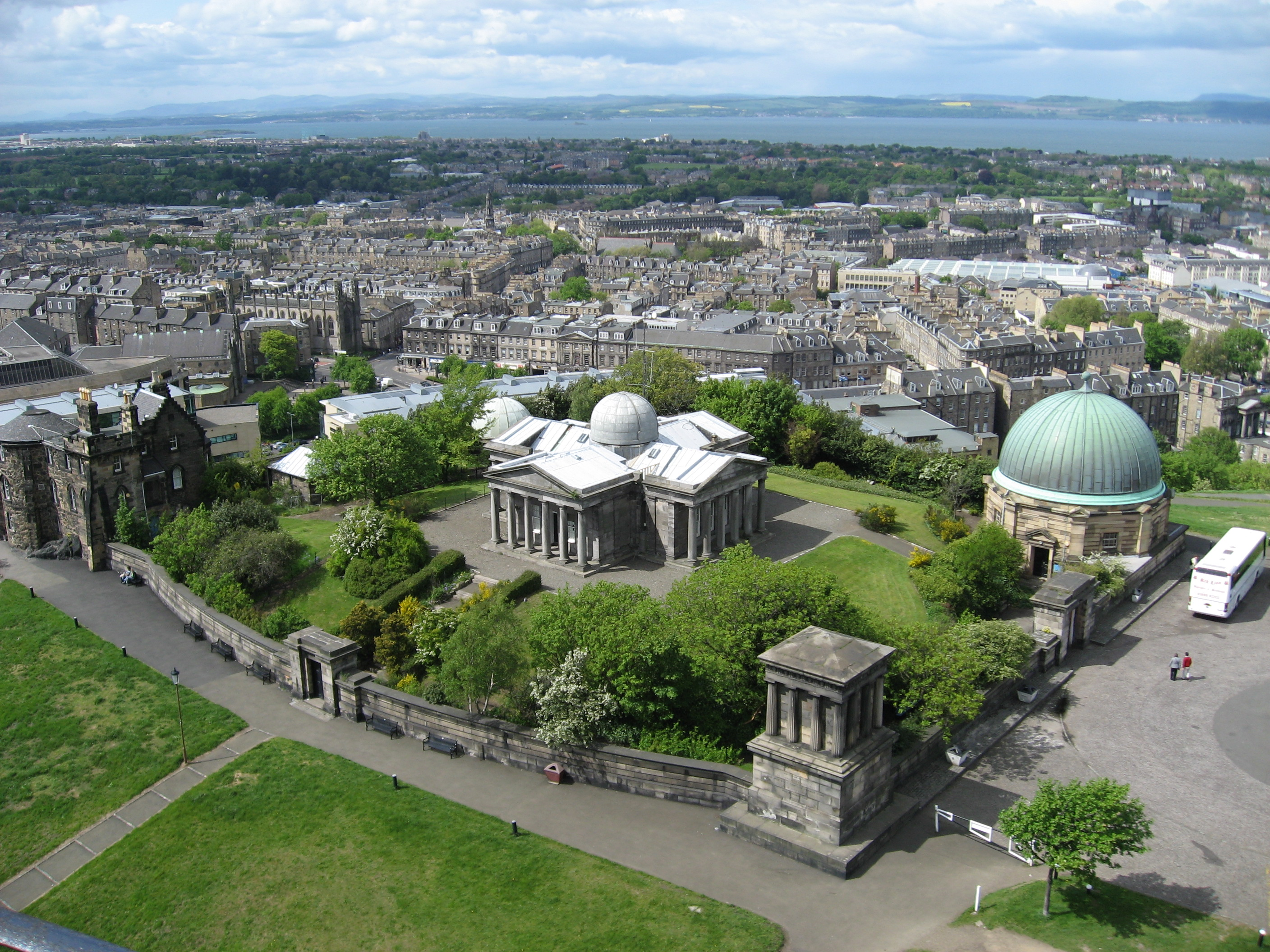
Вид на обсерваторию с вершины памятника Нельсону
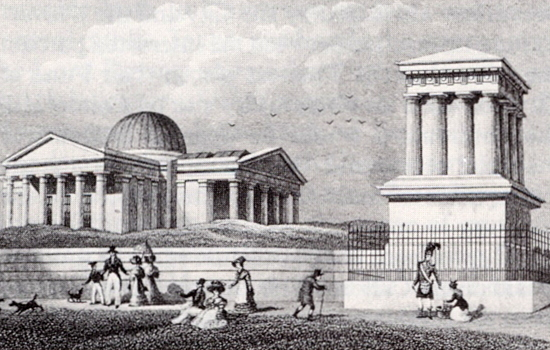
«Здание Плейфэра» и памятник Плейфэру в 1824 году
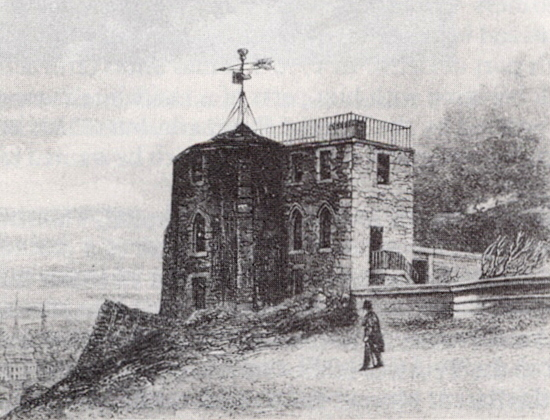
Готическая башня в 1792 году
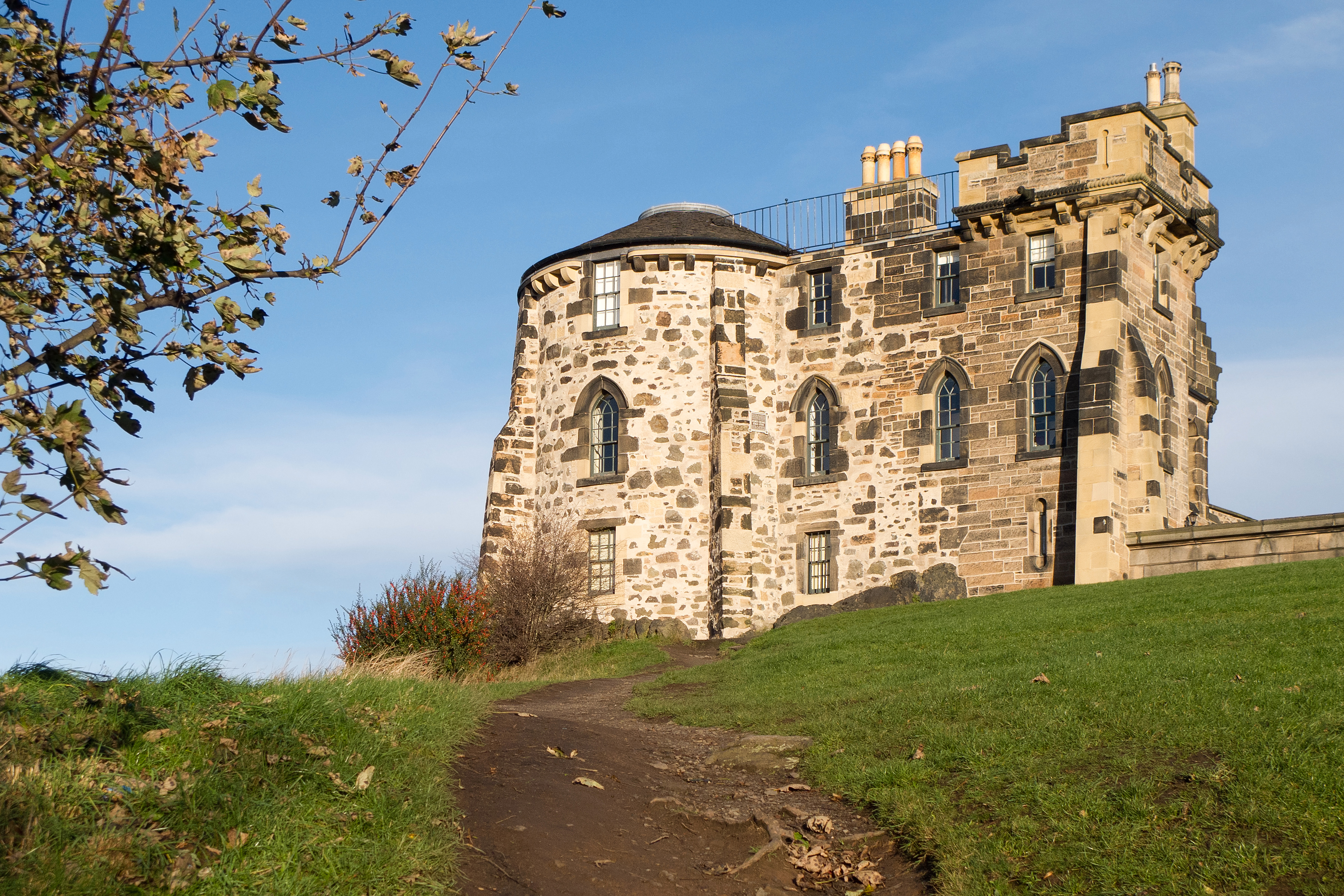
Готическая башня в 2013 году

### «Коллектив»

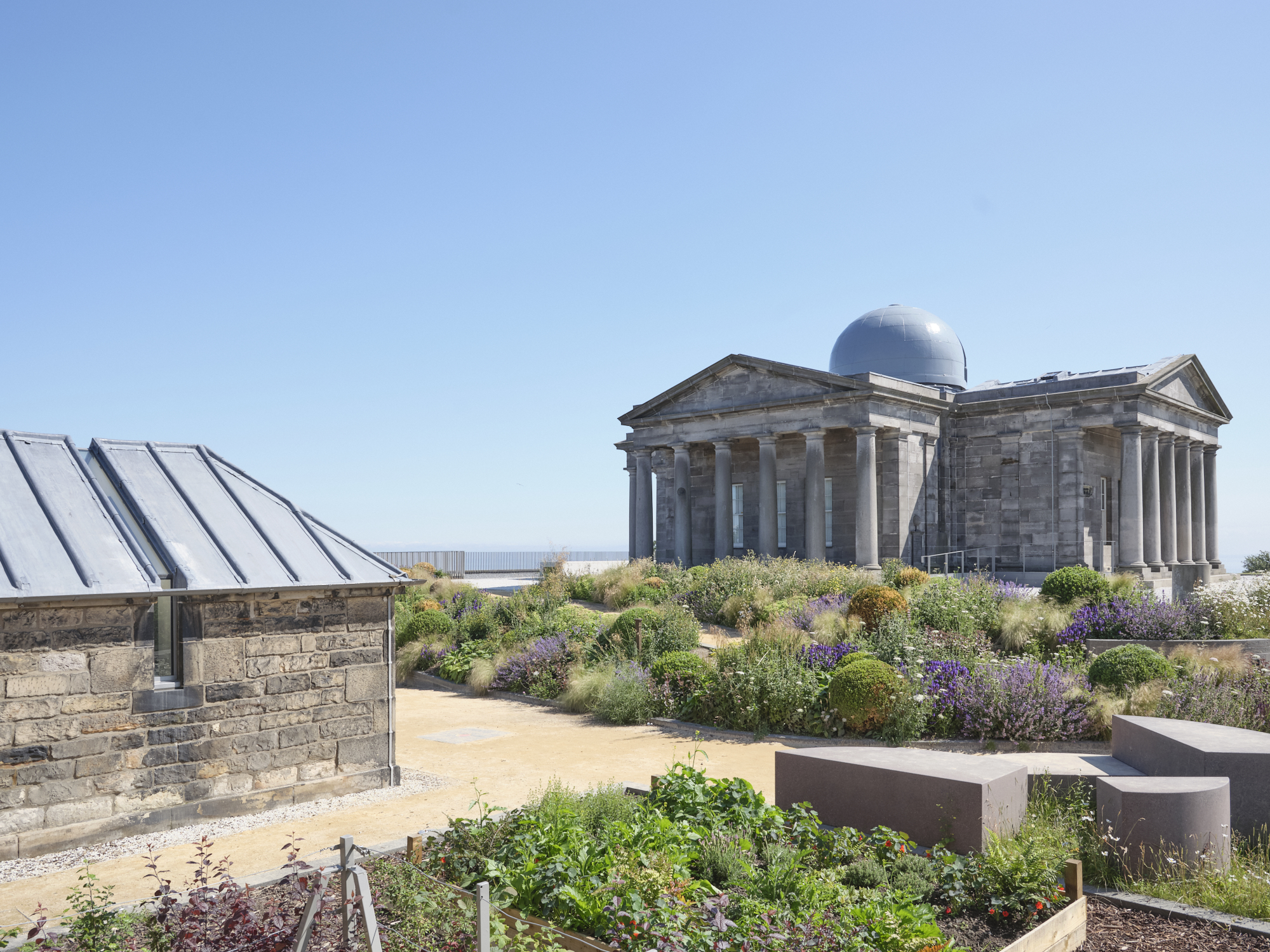
Отреставрированная Городская обсерватория, открывшаяся в 2018 году как центр современного искусства «Коллектив»

В 2009 году Астрономическое общество Эдинбурга освободило здания Городской обсерватории и передало их Городскому совету. Здания были отремонтированы; реставрацию интерьера провел благотворительный фонд «Виват» (англ. Vivat Trust), затем устроивший в главном здании апартаменты для туристов. В 2015 году фонд был ликвидирован. В 2012 году Городской совет в сотрудничестве с центром современного искусства «Коллектив» приступил к реновации остальных зданий комплекса по проекту архитектурной компании Collective Architecture. В 2014 года галерея центра «Коллектив» была перенесена в обсерваторию из старого помещения на Кокберн-стрит (Эдинбург), и под Городским куполом прошла выставка произведений современного искусства, удостоившаяся премии Creative Scotland в размере 900 000 фунтов стерлингов. В 2018 году комплекс зданий бывшей Городской обсерватории открылся в новом качестве — как центр современного искусства «Коллектив» с выставочными залами и рестораном. Для посетителей доступны обсерватория Уильяма Плейфэра, восстановленная в соответствии с его первоначальным проектом, и меридианный телескоп 1831 года.

## Инструменты
- Рефрактор Кука/Макьюэна[англ.], апертура — 15 см (конец 19 века)
- Меридианный телескоп Фраунгофера/Репсольда, апертура — 16 см (1831 год)
- 33-см рефлектор
- 33-см рефрактор
- 22-дюймовый (56 см) рефрактор (установлен в начале XX века, демонтирован в 1926 году)

## Руководители
- 1776—1788 — Томас Шорт
- 1834—1844 — Томас Джеймс Хендерсон
- 1846—1888 — Чарлз Пьяцци Смит
- 1898—1925 — Уильям Пек[англ.]
- 1925 — Джон Макдугал Филд (англ. John McDougal Field)

## Направления исследований
- Служба времени
- Наблюдения астероидов[18]